# Мелихова, Агафья Алексеевна
Агафья Алексеевна Мелихова (6 мая 1905 — 10 сентября 1980) — передовик советского сельского хозяйства, звеньевая колхоза «Октябрь» Томаровского района Курской области, Герой Социалистического Труда (1948). 

## Биография
Родилась в 1905 году в селе Бутово Грайворонского уезда Курской губернии, ныне Яковлевского района Белгородской области в большой семье крестьянина. С раннего детства, пройдя небольшое обучение в церковноприходской школе, стала трудиться в сельском хозяйстве. Одной из первых в 1932 году вступила в коллективное хозяйство, стала труженицей свекловичного звена колхоза "Октябрь". В 1936 году за добросовестный труд была награждена именными часами и грамотой ударника труда. Ещё до войны была назначена старшей в звене, а позднее – звеньевой свекловичного звена. В первые годы Великой Отечественной войны оказалась на оккупированной территории. После освобождения села с 1943 по 1950 годы работала звеньевой свекловичного звена. В 1945 году награждена медалью «За доблестный труд в Великую Отечественную войну», в 1946 году - медалью «За трудовую доблесть».
Труд свекловичниц был вознаграждён хорошим урожаем сахарной свёклы в 1947 году. Руководимое ею звено получило 619,83 центнера свёклы с гектара на площади 2,4 гектара. Об успехе звена узнали далеко за пределами района и Курской области. 
За получение высокого урожая сахарной свёклы при выполнении колхозом обязательных поставок и натуроплату за работы на МТС и обеспеченности семенами зерновых культур для весеннего сева 1948 года, Указом Президиума Верховного Совета СССР от 25 сентября 1948 года Агафье Алексеевне Мелиховой было присвоено звание Героя Социалистического Труда с вручением ордена Ленина и золотой медали «Серп и Молот».
В дальнейшем продолжала трудовую деятельность. С конца 1950-х годов по 1966 год Мелихова работала на свиноферме. Колхозники и колхозницы сельхозартели имени Сталина Бутовского сельского Совета единогласно в 1951 году выдвинули Мелихову кандидатом в народные заседатели Томаровского народного суда. Пять раз она избиралась депутатом районного Совета, двенадцать раз – Бутовского сельского Совета.
Проживала в Яковлевском районе. Умерла 10 сентября 1980 года. Похоронена на кладбище в селе Бутово.

## Награды
За трудовые успехи удостоена:
- золотая звезда «Серп и Молот» (25.09.1948),
- орден Ленина (25.09.1948),
- Медаль "За доблестный труд в Великой Отечественной войне 1941-1945 гг.",
- Медаль «За трудовую доблесть»,
- другие медали.